# Acker
Acker (něm. "pole", česky akr) je stará jednotka plošného obsahu užívaná v německých zemích; má podobný význam jako acre v anglosaských zemích. Acker je obvykle vztahován ke čtvereční rute.
1 acker = 140 nebo 160 čtverečných rute, výjimečně 100 až 300.
- v Sasku = 1 acker = 5534 m² = 300 čtv. rute
- v Sasku-Výmarsku = 1 acker = 2850 m² = 140 čtv. rute
- v Hesensku = 1 acker = 1906 m² = 160 čtv. rute